# Zubovskya planicaudata
Zubovskya planicaudata är en insektsart som beskrevs av Zhang, Fengling och Xingbao Jin 1985. Zubovskya planicaudata ingår i släktet Zubovskya och familjen gräshoppor. Inga underarter finns listade i Catalogue of Life.